# Ibn Warraq
Ibn Warraq (født 1946 i Rajkot, Indien) er et pseudonym for en sekulær forfatter af pakistansk oprindelse. Han er grundlægger af Institute for the Secularisation of Islamic Society og senior research fellow ved Center for Inquiry, hvor hans primære fokus er korankritik.
Warraq er kendt som forfatter af historiske værker om de første århundreder efter islams grundlæggelse, hvori han ofte sætter spørgsmålstegn ved konventionelle opfattelser af perioden. Han er imidlertid nok mest kendt som prominent frafalden muslim og forfatter til den meget islam-kritiske bog Why I Am Not a Muslim (1995), som på dansk er udkommet med titlen Derfor er jeg ikke muslim. I forbindelse med Muhammed-krisen var Warraq medunderskriver – sammen med bl.a. Salman Rushdie, Ayaan Hirsi Ali, Bernard-Henri Lévy og Philippe Val – på et manifest mod religiøs totalitarisme og for udbredelsen af frihed og sekulære værdier.
På grund af mordtrusler og for at undgå at blive nægtet adgang til muslimske lande har Ibn Warraq i lang tid ikke vist sit ansigt offentligt. På det seneste har han dog besluttet at deltage åbent i debatter og andre arrangementer, omend hans tilstedeværelse normalt kræver et stort sikkerhedsopbud. I 2008 modtog han Trykkefrihedsselskabets trykkefrihedspris.
Hans forfatterskab inkluderer desuden Defending the West: A Critique of Edward Said's Orientalism (2007) og Leaving Islam: Apostates Speak Out (2003; red.).